# سوهيون ولي عهد جوسون
ولي العهد سوهيون (بالهانغل: 소현세자، وبالهانجا: 昭顯世子، وحرفياً: سوهيون سيجا. ولد في 5 فبراير 1612 ومات في 21 مايو 1645) هو الابن الأكبر للملك إنجو وولي عهد مملكة جوسون. كان ولي العهد محتجزاً في بلاط سلالة تشينغ بعد معاهدة السلام التي وقعتها جوسون وتشينغ إثر غزو المانشو الثاني لكوريا في سنة 1636. مات ولي العهد بعد فترة قصيرة من عودته إلى جوسون.